# Acrocercops triscalma
Acrocercops triscalma är en fjärilsart som beskrevs av Edward Meyrick 1916. Acrocercops triscalma ingår i släktet Acrocercops och familjen styltmalar. Inga underarter finns listade i Catalogue of Life.